# Festuca rubra
La festuca rossa o festuca rossa strisciante (Festuca rubra L., 1753) è una specie erbacea della famiglia delle Poacee.
Si tratta di un'erba foraggiera nutriente e appetitosa per gli animali domestici e selvatici, ma non presente nel mercato a causa della sua bassa produttività. È anche una pianta ornamentale per giardini.

## Descrizione
Festuca rubra è perenne e ha sub-specie che hanno forme di rizomi e/o forme a ciuffi. Esiste soprattutto nei terreni neutri e acidi. Può crescere tra 2 e 20 cm di altezza.
Come tutte le festuche, le foglie sono strette e aghiformi, il che la rende meno appetibile per il bestiame. I prati che si formano non sono così fluidi come la festuca ovina (Festuca ovina). Le foglie sono di colore verde brillante.

## Distribuzione e habitat
Si trova in tutto il mondo ed, essendo una pianta microterma, può tollerare climi che vanno dai 15 ai 25 °C. Preferisce terreni ben drenati, luoghi freschi e climi temperati, ma preferisce stare in aree soleggiate anche se è tollerante all'ombra. 

## Coltivazione
La festuca rossa viene coltivata come pianta ornamentale per l'uso come tappeto erboso. Può essere lasciata completamente incolta, o occasionalmente tagliata per rendere il prato compatto e pulito all'occhio di chi lo guarda. Ci sono molte sottospecie, e molte cultivar sono stati allevati per la orticoltura commerciale.